# موراي شيلتون
موراي شيلتون (بالإنجليزية: Murray Shelton)‏ هو لاعب كرة قدم أمريكية أمريكي، ولد في 20 أبريل 1893 في دونكيرك في الولايات المتحدة، وتوفي في 14 أغسطس 1985 في كولومبيا في الولايات المتحدة.